# Joseph Whitaker (ornitòleg)
Joseph Isaac Spadafora Whitaker (19 Març 1850 a Palerm – 3 novembre 1936 a Roma) va ser un ornitòleg anglo-sicilià, arqueòleg i esportista. Principalment se li reconeix la seva feina amb els ocells a Tunísia, i per estar implicat en la fundació del club de futbol sicilià EUA Città di Palermo.

## Biografia
La família de Whitaker era originària de Yorkshire principalment. Els Whitaker eren una família de magnats del s. XIX a l'Oest de Yorkshire, que havien promogut la indústria del vi generós a Marsala, Sicilia. Durant el 1806, molts membres d'aquesta família es van traslladar a Sicília de manera permanent.

### Herència de l'Imperi de la vinya
Ell va heretar grans extensions de vinyes i l'imperi bancari Ingham del seu avi. Un cop casat amb Tina Scalia, va escollir Palerm per davant de la provincial Marsala, on hi va construir la Vil·la Malfitano, una mansió d'Art Nouveau italià a la Via Dante, a prop del Castell Zisa.Tina era la filla del general Alfonso Scalia que va aterrar a Sicília amb Giuseppe Garibaldi durant els anys previs al Risorgimento. Van tenir dues filles; la major de les quals es va casar amb el General Antonio Di Giorgio un Ministre italià de Guerra. D'aquesta manera, la família es va establir fermament a les altes esferes de la societat italiana.
En aquests anys, l'edat de la Belle Époque, la casa va ser l'escenari de grans festes amb assistència de la reialesa britànica i italiana. Tina Whitaker va conèixer Richard Wagner, Benito Mussolini, el Kàiser i Eduard VII, Emperadriu Eugenie i Reina Maria de Teck. Atreta per la companyia d'homosexuals, es va trobar sense saber-ho, implicada en un escàndol de Joies de la Corona Irlandesa.
Whitaker va ser el fundador i president de la Societat per la Prevenció de Crueltat a Animals a Palerm. També va tenir un paper fonamental en la fundació dels EUA Città di Palermo a finals del 1880s, un equip de futbol del qual va ser el primer president.

### Ocells
El 1891 ja com a experimentat ornitòleg es va adherir a la British Ornithologists' Union. En les seves expedicions a Tunísia va recol·lectar nombrosos exemplars durant els deu anys, període que cobreix el (1894–1904). Els seus quaderns conserven contenen informació sobre la història natural de les aus, així com de la flora i fauna de Tunísia..
La seva col·lecció d'ocells, ous i nius de Tunísia va ser allotjada en les terres de la seva cada "Malfitano", juntament amb una col·lecció molt completa de les aus de Sicília, i les col·leccions recollides per Edward Dobson al Marroc. A aquestes s'hi van afegir algunes espècies d'ocells del litoral mediterrani.
Alguns exemplars de la col·lecció d'aus de Whitaker de Tunísia es troben al Natural History Museum, Londres. El ocells de Sicília es troben dividits entre el National Museum of Scotland (plomes d'au) i el Ulster Museu (muntatges d'aus, ous i nius).

### Galeria d'ocells a la col·lecció Whitaker

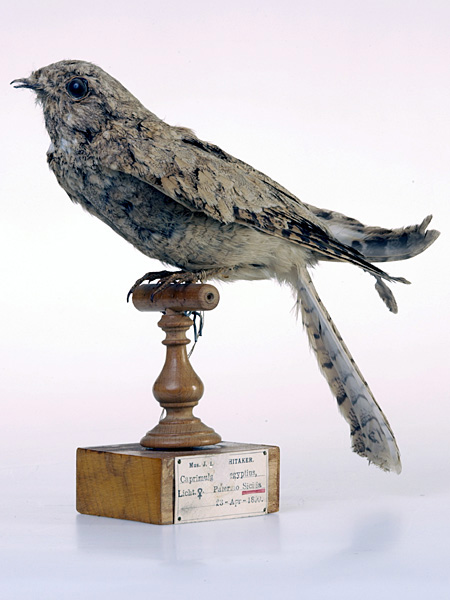
Enganyapastors egipci
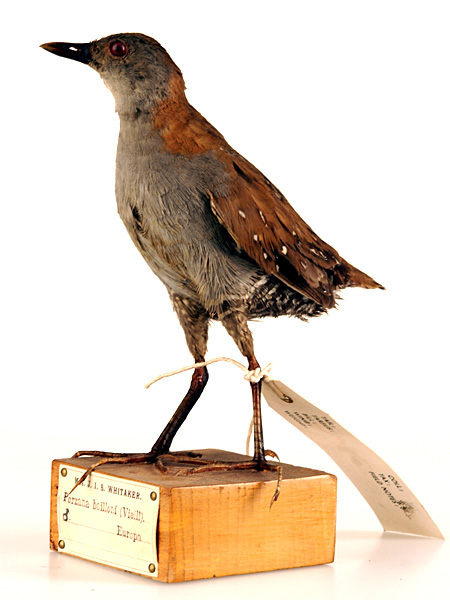
Picardona
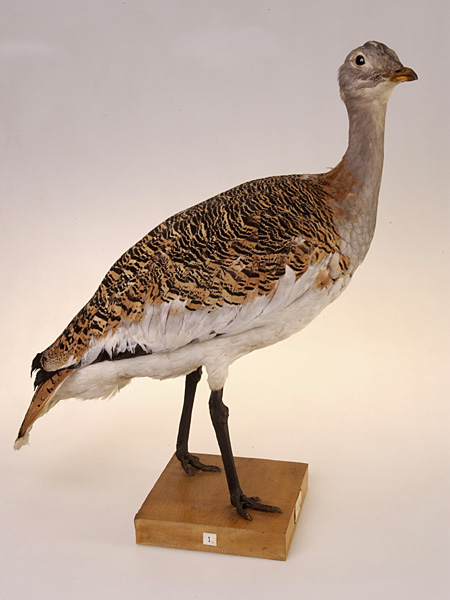
Pioc salvatge
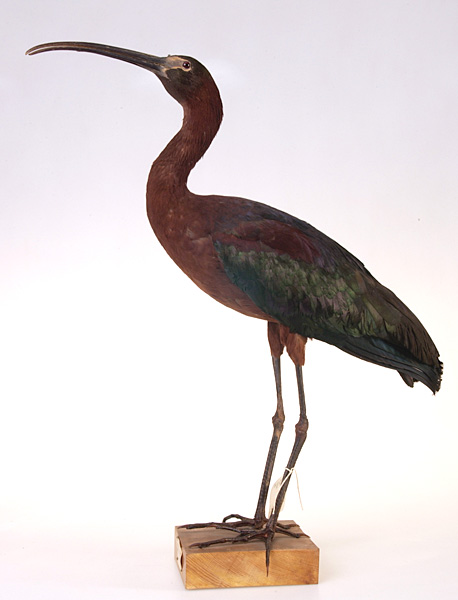
Capó reial
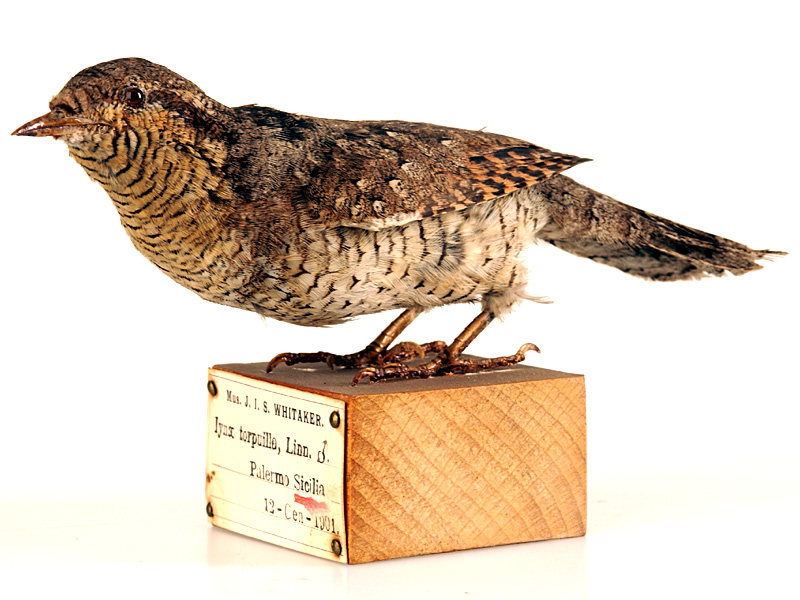
Colltort comú
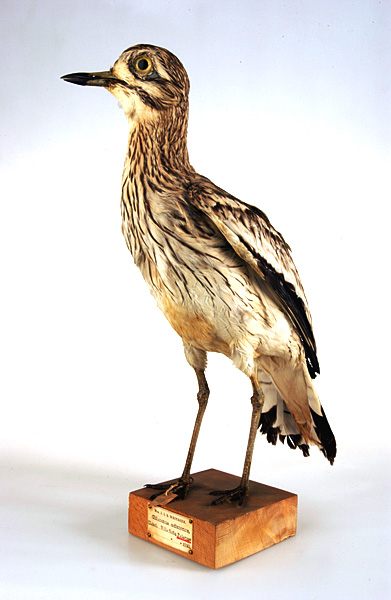
Torlit
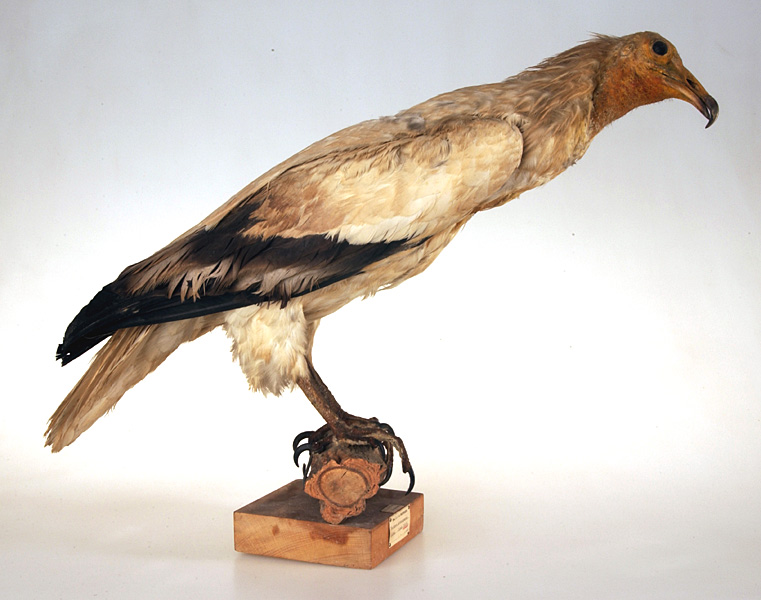
Aufrany
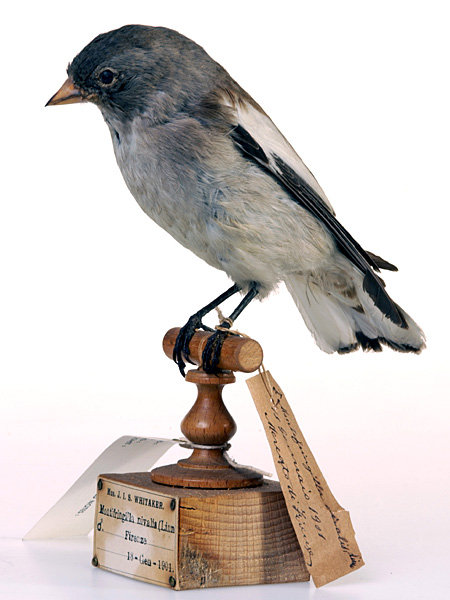
Pardal d'ala blanca
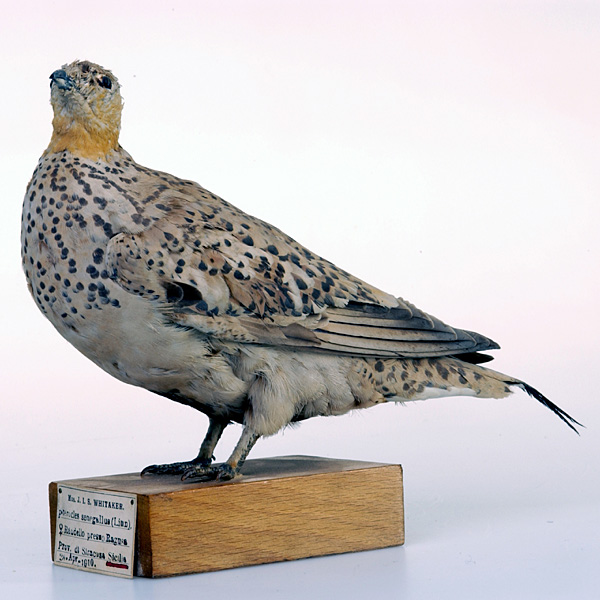
Ganga pigallada
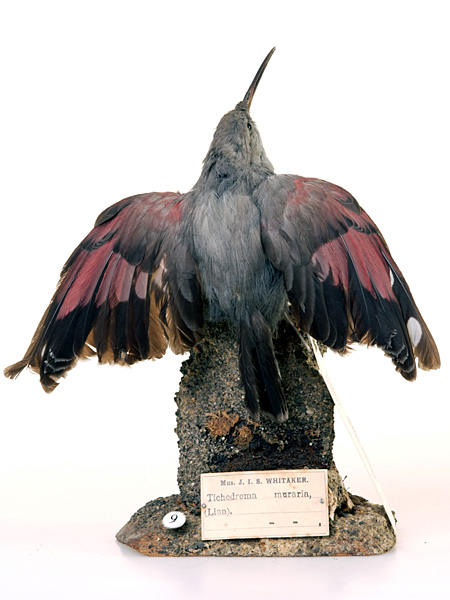
Pela-roques
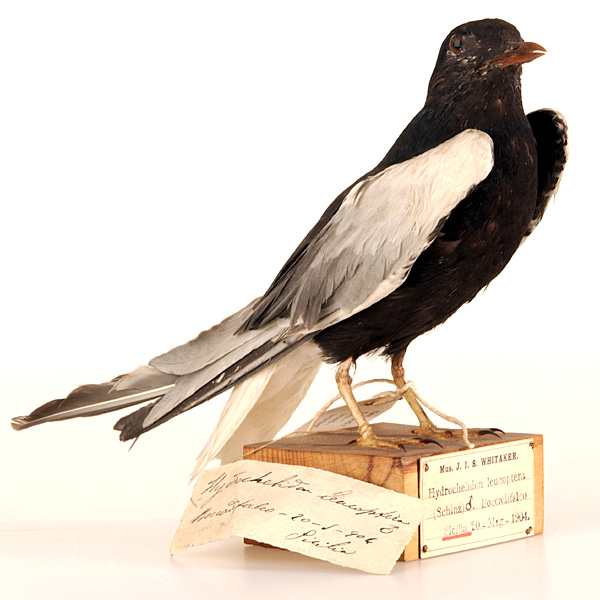
Fumarell alablanc
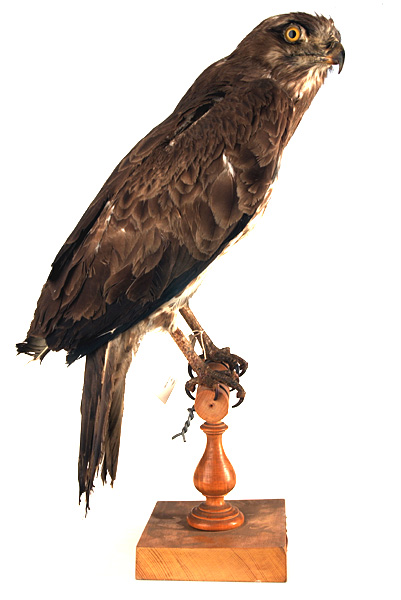
Àguila marcenca
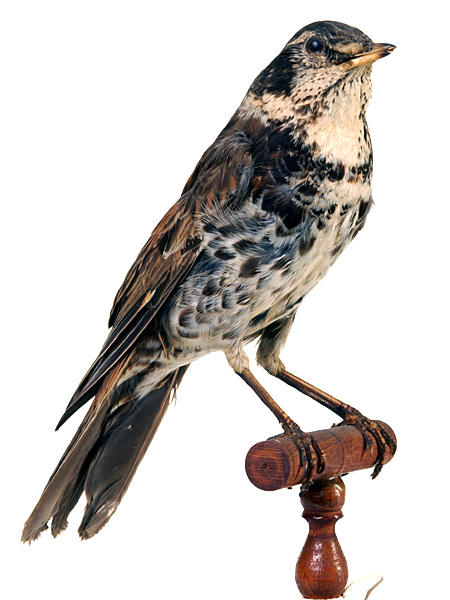
Turdus eunomus
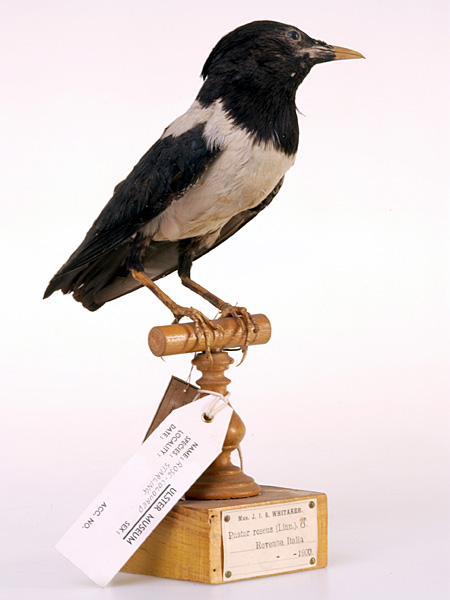
Estornell rosat
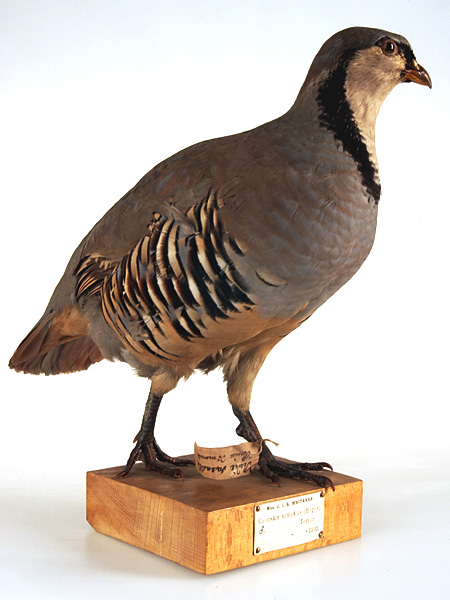
Perdiu de roca
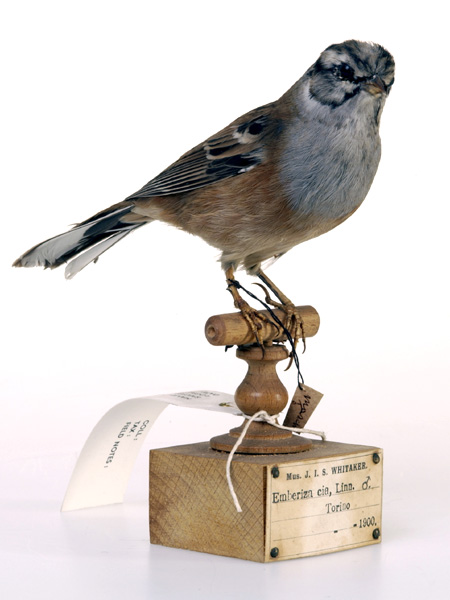
Sit negre
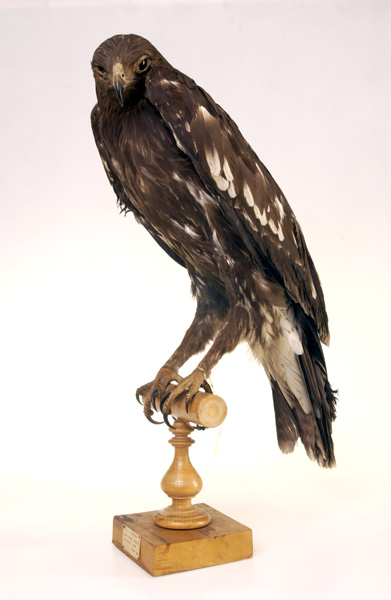
Àguila cridanera
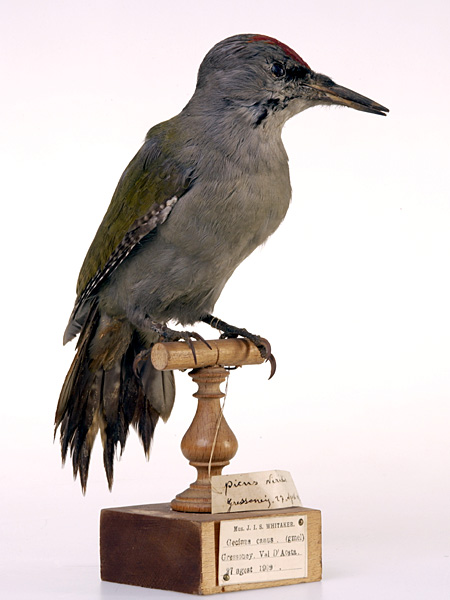
Picot cendrós
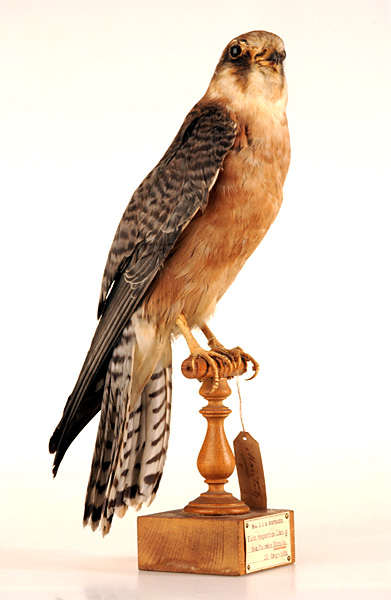
Xoriguer cama-roig
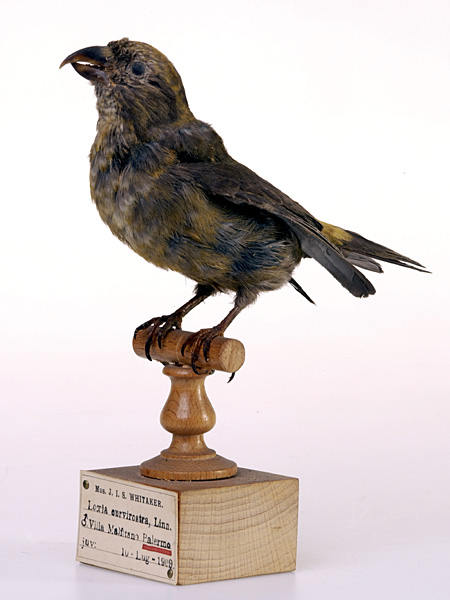
Trencapinyes
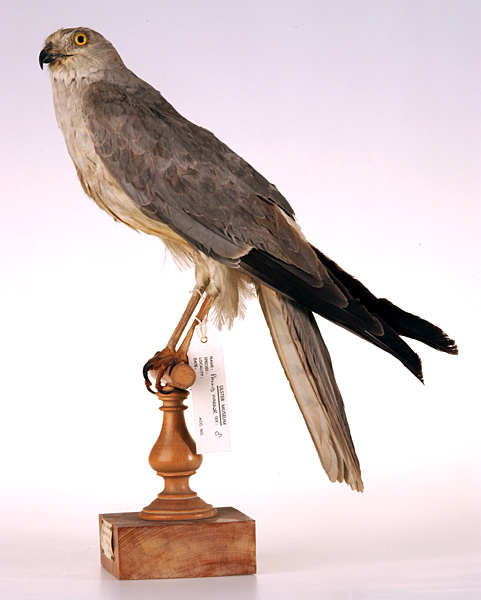
Arpella pàl·lida russa
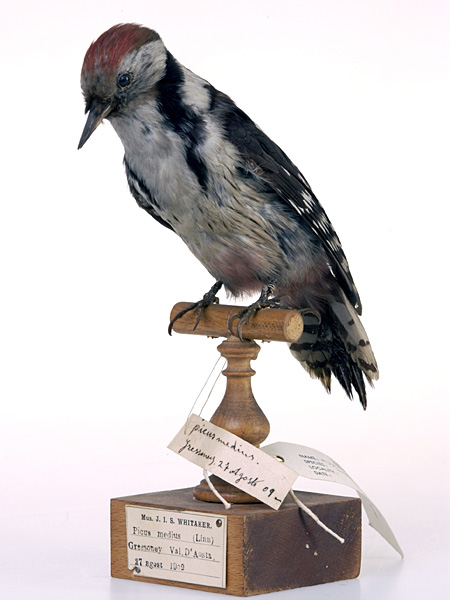
Picot garser mitjà
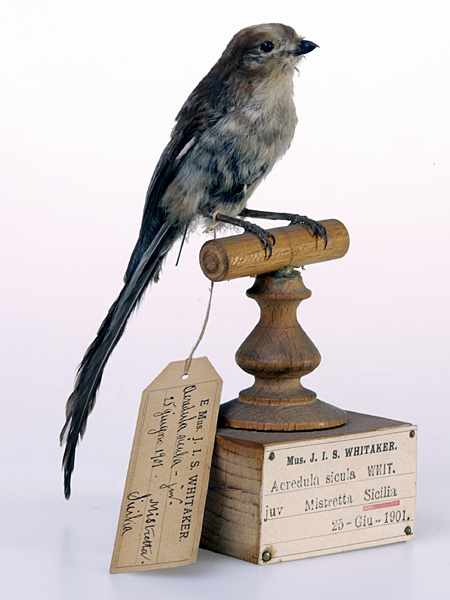
Mallerenga cuallarga
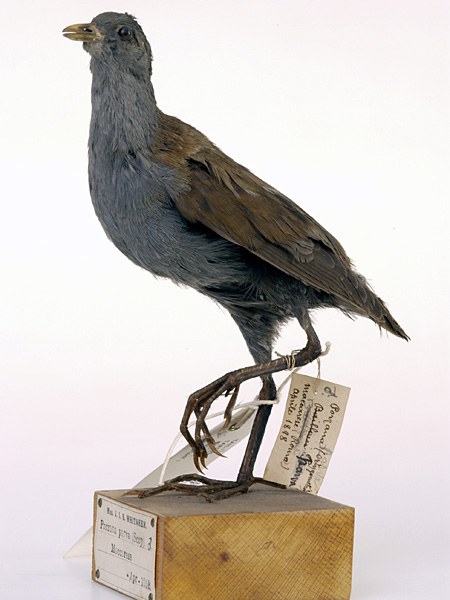
Rascletó
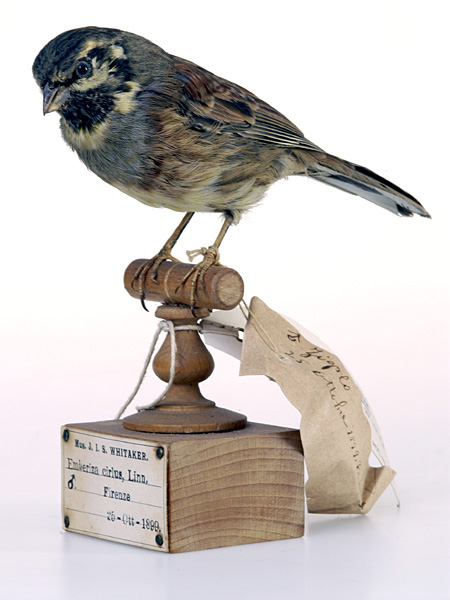
Gratapalles
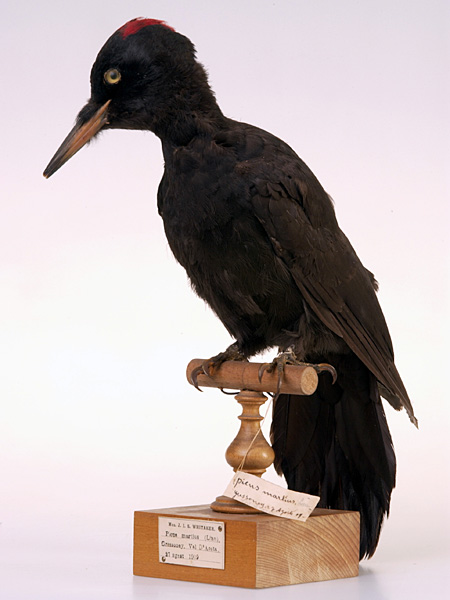
Picot negre

### Arqueologia
Whitaker va dedicar els últims anys de la seva vida a l'arqueologia, adquirint l'illa de Mòtia a prop Trapani, un lloc amb passat fenici fundat en el segle viii aC.. Va escriure un llibre sobre les seves excavacions el 1921. El lloc pot ser visitat avui dia en directe: Mòtia.

## Obra
- Sulla migrazione degli uccelli, specialmente in Sicilia. Naturalista sicil.121-127. 1882
- Notes sobre alguns ocells de Tunísia. Ibis 78-100, map. 1894.
- Observacions addicionals sobre els ocells de Tunísia. Ibis 85 -106, map. 1895.
- Mes notes sobre els ocells de Tunísia. Ibis 87 -99, map. 1896.
- Sobre la Turnix sylvatica a Sicily Ibis 290-291. 1896.
- Mostra de plumatge del Sturnix unicolor a Morocco. Bull. Brit.Orn.Club vol.vii.pxvii (p 155 of Ibis 1898). 1897
- Descripció de dues noves espècies, Garrulus ornops,sp. nov., and Rhodopechys aliena, sp. nov. Bull. Brit.Orn.Club vol.vii.pxvii 1897.
- Més notes sobre els ocells de Tunísia Ibis 125-132. 1898.
- Sobre el Botxí Septentrional de Tunísia Ibis 288-231.1898.
- On a collection of birds from Morocco with descriptions of Lanius algieriensis dodsoni, subsp. nov. (p. 599) and of Octocorys atlas (p.xiii) Ibis 592-610.1898.
- Descripció d'un nou gat, Saxicola caterinae, sp. nov., from Algeria and Morocco, and a new crossbill, Loxia curvirostra poliogyna, subsp. nov., from Tunisia Ibis 624-625. 1898.
- Descripció de noves espècies of Shore-Lark, Otocorys atlas, from the Atlas Mountains of Morocco. Bull. Brit. Orn. Club. Vol.vii, p.xlvii (p 432 of Ibis) 1898.
- Sobre la reproducció en captivitat de la Polla blava (Porphyrio coeruleus Vandelli) volg. sic. gaddo fagiano o gaddu fascianu. Naturalista sic. vol.3, 17-20. 1899
- Sobre un niu anormal de Ardea cinerea Bull. Brit. Orn. Club. vol. viii, p.xxxvii. 1899.
- Sobre la cria de la polla blava en captivitat. Ibis vol. vii. p. 502-505. 1899
- On a new Chat from Southern Persia. Bull. Br. Orn. Club vol.x. p.17. 1899
- The passage of Cuculus canorus L. in Sicily. Aquila vo. vi. p.99-100. 1899
- On the Occurrence of Caprimulgus aeggptius at Palermo Ibis p. 475-476. 1899
- On a new species of Acredula from Sicily. Bull. Br. Orn. Club vol.x. 11. p.51-52. 1901
- On some species of Crested Lark. Ibis vol.xii. p.38. 1901
- On rare species from Tripoli. Ibis vol.xiii. p. 15-17. 1902
- Further information on two recently described species of Passerine Birds. Ibis. vol.x. p.54-59. 1902
- On a small collection of Birds from Tripoli. Ibis. vo.x. p.643-656. 1902
- On the occurrnce of Porphyrio alleni in Italy and Tunis. Ibisvol.xi. p.431-432. 1903
- Cisticola cisticola mauritanica subsp. nova. Bull. Br. Orn. Club vol.xiv. p.19-20. 1903
- La Glareola melanoptera in Sicilia. Avicula vo.viii. p. 84-85. 1904
- Il Corvus corone, la Linota rufescens e la Glareola melanoptera in Sicilia. Avicula vo.viii. p.56. 1904
- Corvus corone, Linota rufescens and Glareola melanoptera in Sicily. Ibis vo.xii. p.477-478. 1904
- Alauda arvensis harterti subsp. nova. Bull. Br. Orn. Club vol.xv. p.19-20. 1904
- The Birds of Tunisia, 2 Vols. Pp. xxxii, 294; xviii, 410, 17 full page plates of which 15 are handcoloured after Grönvold, 2 photograv., 1 clr folding map. London, 1st edition. Edition limited to 250 copies only. 1905 Digitised text Volume 1 Digitised text Volume 2
- Biographical notice on the late Professor Giglioli. Ibis vol.xviii. p.537-538. 1910
- Letter on Pterocles senegallus in Sicily. Ibis vo.xviii. p. 102. 1910
- Sulla necessità di legislazione internazionale per proibire l'importazione in Europa delle pelli e piume di alcune specie di uccelli. Riv. Ital. Orn. vo. iii p. 126-135. 1915
- The Birds of Sicily. Manuscript in the Villa Whitaker Malfitano. Palermo. 1920 about
- Motya - A Phoenician Colony in Sicily, London. G. Bell & Sons, 1921.[3]